# ガブリエル・ラレマン
ガブリエル・ラレマン（Gabriel Lalemant（LallemantまたはLalemant）、1610年10月3日 - 1649年3月17日）は、フランスのイエズス会宣教師。1646年よりヌーベル・フランス（新フランスの意味）での活動を行った。ワイアンドット族とイロコイ連邦諸国との戦争に巻き込まれ、セントイグナスでモホーク族の戦士に殺された。史上8人存在する、17世紀半ばにこのようにして殺されたイエズス会士「カナダの殉教者（Canadian Martyrs）」の1人である（「北アメリカ殉教者（North American Martyrs）」とも）。1930年に列聖された。

## 生涯
1610年10月3日、フランス人の弁護士とその妻の息子としてパリで生まれた。6人兄弟の3番目で、うち5人が修道生活に入った。ガブリエルの叔父2人は、ヌーベル・フランスでイエズス会に入った。この兄弟の内、シャルル・ラレマン（Charles Lalemant）はカナダのイエズス会伝道部（the Jesuit missions in Canada）の初代代表、ジェローム・ラレマン（Jérôme Lalemant）はケベックの副総督（Vicar-General）であった。
1630年にラレマンはイエズス会に加わり、1632年には海外宣教に専念することを誓った。のち1632年から1635年までムーランの大学（Collège in Moulins）で教鞭をとり、1639年までブールジュで神学を学び、1638年に叙階された。その後、ラレマンは3つの学校で教え、ムーランでは哲学の教授を務めた。その間、ヌーベルフランスに行くことを何度も希望したが、健康状態が悪かったこともあり、上層部に断られた。最終的には、カナダのミッションの責任者である叔父のジェロームが介入した。
1646年9月、ラレマンはケベックに赴き、最初の数か月で、ヒューロンの言語と習慣を研究した。しかし健康状態が良くなったわけではなく、ヌーベルフランスの宣教師仲間であったフランソワ＝ジョセフ・ブレサーニ（François-Joseph Bressani）は、非常に虚弱な体質の人と考えていたという。カナダでの最初の2年の間、ラレマンはケベックとトロワ・リビエール（Trois Rivières、英語の「Three Rivers」に相当）の貿易センター及びその周辺で宣教師としての活動を行った。 1648年9月になると、ジャン・ド・ブレビュー（Jean de Brébeuf）の助手としてワイアンドット族（ヒューロン）の支配するワンダケ（Wandake）という地に派遣され、サント・マリーの伝道所（Sainte-Marie among the Hurons）に赴任した。 1649年2月、ラレマンはノエル・シャバネル（Noël Chabanel）に代わってセントルイスの任務につくこととなった。
1649年3月、大半のワイアンドット族の戦士たちが留守の間に、1,200人のイロコイ族がセント・イグナスの集落を襲撃した。数人の生存者は、セントルイスの村に警告するために脱出しました。同地に残っていた80人の戦士たちは攻撃を遅らせるために戦い、高齢者や女性、子供たちを逃がした。ラレマンとブレビューは戦士たちと一緒に残り、捕らえられて近くのセント・イグナスの伝道所に連れて行かれた。拷問されたのち、ジャン・ブレビューは1649年3月16日に、ラレマンはその翌日に当たる1649年3月17日に死亡した。

## 死後

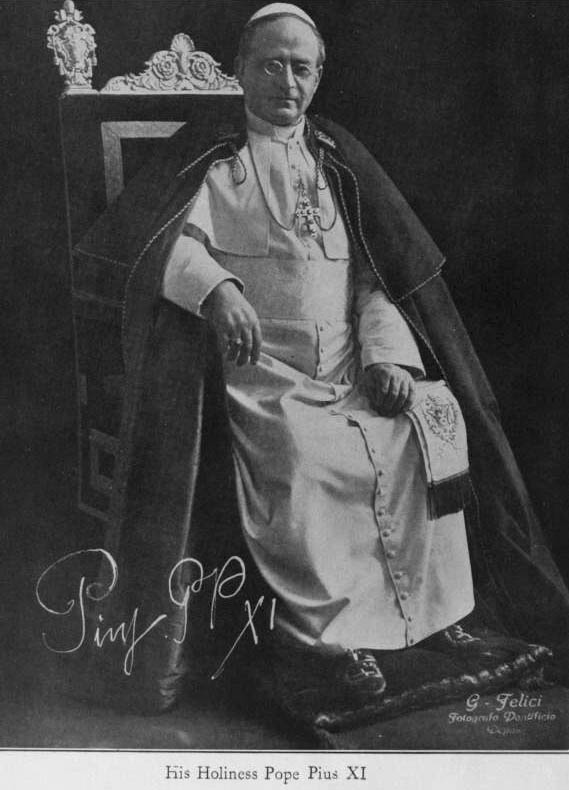
ピウス11世、戦間期（在位: 1922年-1939年）のローマ教皇である

死後2日経った1649年3月19日にイロコイ族の戦闘部隊がこの地域から撤退した後、7人のフランス人がセント・イグナスに行き、二人のイエズス会士とワイアンドット族の遺体を回収した。彼らはサント・マリーに遺体を戻し、そこに埋葬したという。現在は、オンタリオ州ミッドランドの殉教者教会（Martyrs' Shrine）に安置されている。第259代ローマ教皇ピウス11世は1930年6月29日にラレマンを列聖した。

## ギャラリー

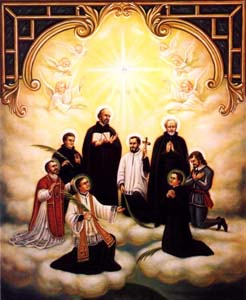
北アメリカ、現在のカナダにて先住民の戦闘に巻き込まれて亡くなった8人の殉教者たち。「en: Canadian Martyrs」も参照のこと。
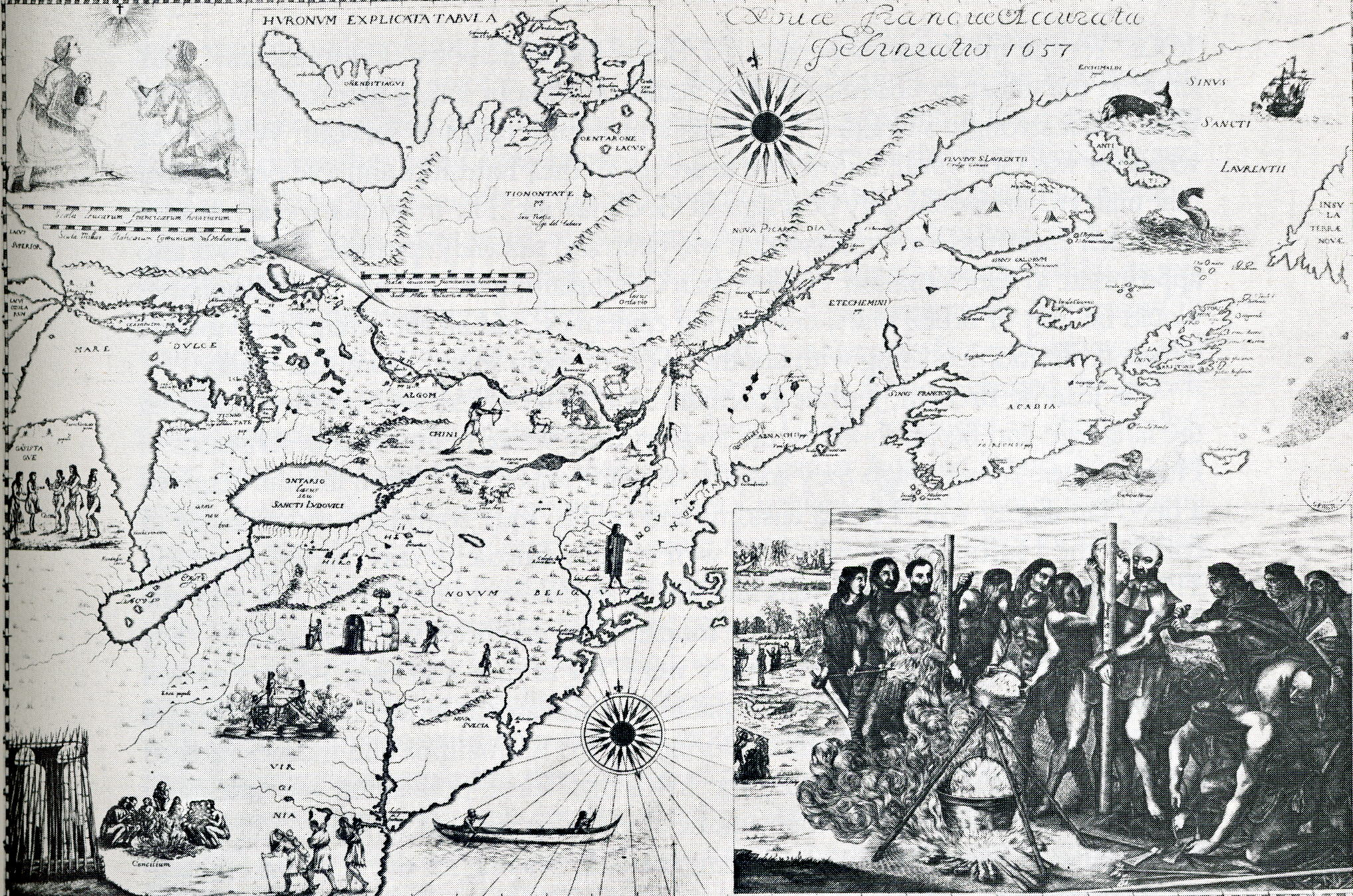
1657年ブレッサーニによってかかれた地図。ジャン・ド・ブレビューとガブリエル・ラレマンの殉教も描かれている。
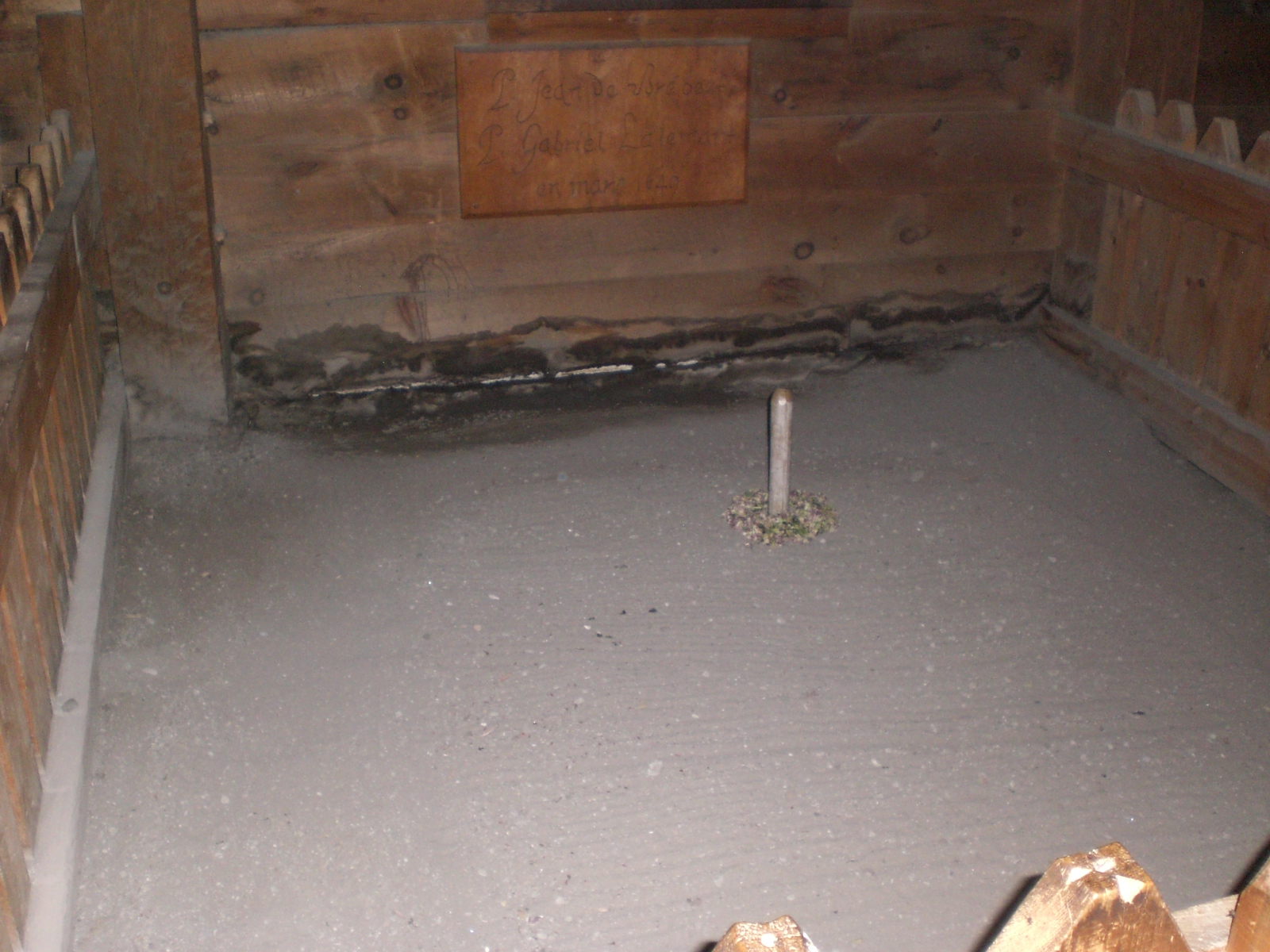
墓地